# Гребля Фаллуджа
33°18′31″ пн. ш. 43°46′21″ сх. д. / 33.30861111° пн. ш. 43.7725° сх. д.
Гребля Фаллуджа (араб. سدة الفلوجة) — гребля на Євфраті поблизу Ель-Фаллуджа в провінції Аль-Анбар, Ірак. Будівництво греблі завершено в 1985 році. На відміну від інших гребель в Євфраті, гребля Фаллуджа не має ГЕС і його основна функція полягає в підвищенні рівня води в річці для зрошення. Гребля складається з двох окремих частин. Основна ділянка греблі має десять шлюзів водоскиду 16х8,5 м, що дозволяє пропускати 3600 м³/с. Друга частина на лівому березі річки диверсійна й має вісім шлюзів, які 6 м завширшки. Ці шлюзи відводять воду до двох окремих каналів зрошення. Їхня максимальна витрата становить 104 м³/с.
Будівництво греблі Фаллуджа вперше запропоновано у 1923 році як частина великого проєкту збільшення виробництва бавовни в Іраку. Гребля була завершена лише у 1985 році. Згідно з проєктом має зрошуватися 225 000 га. У 2003 р. після вторгнення до Іраку, колабораціоністським урядом були проведені ремонтні роботи греблі Фаллуджа

## Дивись також
- Каскад ГЕС на Євфраті